# MIRC
A mIRC egy shareware IRC-kliens Windows-hoz. 1995-ben kezdte el fejleszteni Khaled Mardam-Bey. Eredetileg csupán erre szolgált, de később nagyon könnyen konfigurálható eszközzé alakult, s számos célra használható integrált szkriptnyelvének köszönhetően. További felhasználási lehetőségei az alábbiak:
- Automatikus IRC-csatornakezelő (manager)
- Többjátékos (multiplayer) játék szerver
- MP3-lejátszó
- Weblapelemző (rendszerint keresési eredmények vagy a fejléc kinyerése céljából)
- DCC-, HTTP- és IRC-szerver
- Játékfelület (game platform) (ezeket a játékokat mIRC game-eknek nevezik)

Rendkívül népszerű program,  2004-ig bezárólag több mint hétmilliószor töltötték le a CNET download.com Archiválva 2015. november 8-i dátummal a Wayback Machine-ben szolgáltatásáról. A Neilsen Net Rankings is a 10 legnépszerűbb internetes program közé sorolta a mIRC-et 2003-ban. E népszerűség lehet az oka annak, hogy sok mIRC-felhasználó tévesen azt hiszi, hogy a kliensük neve egyben az általa (mIRC) használt protokoll neve is, és abban a hiszemben vannak, hogy „egy mIRC-szerverhez kapcsolódnak” vagy „egy mIRC-csatornához csatlakoznak”. (valójában: IRC-protokoll, IRC-szerver, IRC-csatorna).
A legutóbbi mIRC-verziót 2024. január 7-én adták ki, 7.56-os verziószámmal. Összesen több mint 42 millióan töltötték le a CNET download.com Archiválva 2015. november 8-i dátummal a Wayback Machine-ben oldaláról.

## Főbb sajátosságok
- Egyidejű csatlakozás többszörös (multiple) szerverekhez (a 6.0 verziótól)
- IPv6 és UTF-8 támogatás (a 7.1-es verziótól)
- Magas szintű esemény alapú és parancs alapú szkriptnyelv
- Alapvető CTCP-támogatás
- CTCP SOUND-támogatás (le tud játszani MP3, WAV, MIDI és egyéb média formátumot a 7.38 verziótól)
- DCC-s csevegés és küldés támogatása
- Megpróbálja megállítani a trójai falovak nem szándékos letöltését
- (A DCC-s csevegésen keresztül működő) fájlszerver, mely lehetőséget biztosít a felhasználó számára, hogy böngésszen egy bizonyos mappát és letöltsön onnét
- ANSI-style és mIRC-style szövegdekoráció-támogatás (például színek)
- Beszédfelismerés és -előállítás harmadik fél által gyártott termékeken keresztül
- SSL biztonsági funkciók továbbfejlesztése
- STARTTLS biztonsági funkciók támogatása (7.38-as verziótól)

## Katonai használat
mIRC része az amerikai hadsereg katonai kommunikációs infrastruktúrájának, amely segítségével ellenőrzött pilóta nélküli légicsapások a DGS-4 Ramstein Légi Bázisból indulnak. A légibázis oldaláról dokumentáció a mIRC szerver használatáról (pdf dokumentum 3. oldal): https://web.archive.org/web/20150924084832/http://www.ramstein.af.mil/shared/media/document/AFD-090107-016.pdf

## Gyakori kritikák
- A mIRC beágyazott szkriptnyelve lehetőséget biztosít a program képességeinek és működésének megváltoztatására, amit rosszindulatú beszélgetőtársak arra is felhasználhatnak, hogy a hiszékeny felhasználókat rávegyék veszélyes parancsok beírására, így utat nyitva egy esetleges behatolásra vagy a program irányításának átvételére is.
- Khaled Mardam-Bey nem konzultált másokkal, mialatt a mIRC-stílusú szövegdekorációt, például a színeket fejlesztette, talán emiatt nem épített be támogatást ehhez a funkcióhoz néhány IRC-kliens szerzője.
- Exploit-okat fedeztek fel, melyek a mIRC távoli összeomlását okozhatják egy váratlan parancs révén, ami miatt a felhasználóknak frissítéseket kellett telepíteniük. Ez csupán apróbb kellemetlenség, mivel ezeket azonnal javították.

A mIRC szkriptnyelvének a felhasználó számítógépéhez való hozzáférési szintje miatt – például, hogy képes átnevezni és törölni fájlokat – számos visszaélést okozó szkript készült. A visszaélések egyik példája a $decode paranccsal végrehajtott szkript volt, amely egy adott kódolt karakterláncot dekódol.
A problémát 2001 augusztusában jelentették be, ám még öt hónappal később is fennállt, és voltak esetek, amikor a felhasználók olyan parancsokat hajtottak végre a rendszerükön, amelyek eredményeként a (mIRC) program irányítását átvette valamilyen külső fél.
Ez vezetett ahhoz, hogy a mIRC 6.17-es verziójában változtatásokat hajtottak végre: a szerző szerint a $decode alapértelmezés szerint le van tiltva, és több más veszélyes funkció is letiltható.